# Conocyemidae
Famille
Conocyemidae est une famille de rhombozoaires parasites de l'ordre des Heterocyemida.

## Liste de genres
Selon World Register of Marine Species (9 novembre 2018) :
- genre Conocyema Van Beneden, 1882
- genre Microcyema Van Beneden, 1882